# Еваріст де Парні
Еварі́ст Дезіре́ де Форж, віконт де Парні́ (фр. Évariste Désiré de Forges, Évariste de Parny; 6 лютого 1753, о. Бурбон (зараз о. Реюньйон) — 5 грудня 1814, Париж)  — французький поет, член Французької академії (1803—1814).

## Творчість
У XIX столітті поезія Еваріста Парні була надзвичайно популярна не лише у Франції, а й у всій Європі. Багато молодих поетів захоплювалися його творчістю. Так Франсуа Рене де Шатобріан писав 1813 року про те, що знав і досі знає на пам'ять багато елегій Парні:10. Російський поет Олександр Пушкін вважав Парні своїм вчителем. Альфонс де Ламартін також часто висловлював своє захоплення поезією Парні.:18−19
Відомість Парні принесла його збірка «Еротичні поезії» (Poésies érotiques, 1778), яка цілком відрізнялася від пануючого у XVIII столітті академічного стилю. У віршах оповідається любовна історія між ліричним Я та Елеонорою. У перевиданні 1781 року збірка поділена на чотири частини: у першій йдеться про початок любовної історії, у другій мова йде про сварку, у третій оспівується примирення й новий спалах кохання, в четвертій йдеться про кінець любові та «душевні страждання розбитого серця».
1787 року Парні опублікував збірку «Мальгашські пісні» (Chansons madécasses), в якій подав кілька народних пісень з Мадагаскару в своєму перекладі. Сьогодні ці переклади розглядають як перші вірші в прозі у французькій літературі. 1920 року збірка була перевидана з ілюстраціями Жана Еміля Лабурера. 1925 року Моріс Равель поклав ці тексти Парні на музику.
Великого розголосу набула поема Парні «Війна богів» (1799). У цій поемі Парні зображає Бога як карикатурного тирана, зацікавленого лише у своєму власному прославлянні. Сатирична, антиклерикальна поема Парні була викликала у сучасників суперечливі почуття, від різкого неприйняття з боку консервативних католиків, до бурхливого захоплення серед налаштованих на зміни вільнодумців. Книга стала справжнім бестселером й витримала велику кількість перевидань. У поемі «Goddam !» Парні дещо пом'якшив свою критику релігії й забарвив свій твір у націоналістичні тони.

## Твори
- Voyage de Bourgogne, вірші та проза, 1777.
- Épître aux insurgents de Boston, 1777.
- Poésies érotiques, 1778.
- Opuscules poétiques, 1779.
- Élégies, 1784.
- Chansons madécasses, 1787.
- La Guerre des Dieux [Архівовано 11 серпня 2016 у Wayback Machine.], poème en 10 chants, 1799: poème condamné par un arrêt du 27.06.1827 mais qui a souvent été réimprimé clandestinement.
- Goddam !, poème en 4 chants, 1804.
- Le Portefeuille Volé, 1805, contenant : Les Déguisements de Vénus, Les Galanteries de la Bible, Le Paradis perdu (poème en 4 chants).
- Le Voyage de Céline, poème, 1806.
- Réflexion amoureuse. Recueil: Poésies érotiques (1778)  [Архівовано 21 лютого 2016 у Wayback Machine.]

## Українські переклади
Окремі твори Еваріста Парні українською мовою перекладав Микола Терещенко. Вони увійшли до його двотомної антології «Сузір'я французької поезії» (Київ, 1971). За даними Михайла Москаленка, неопублікованим залишається український переклад «Війни богів» Еваріста Парні, виконаний Михайлом Литвинцем.